# Justice de l'otage

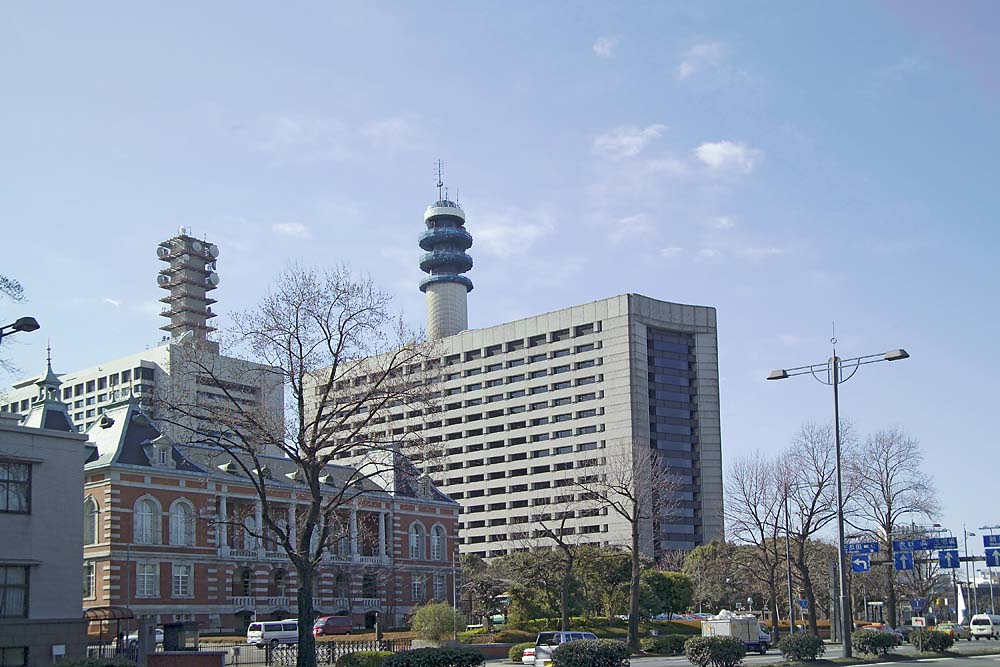
Bâtiment du Département de la Police métropolitaine de Tokyo, proche du quartier général du Ministère de la Justice.

Le hitojichi shihō (人質司法, littéralement « justice de l'otage », ou « justice par la prise en otage ») est une expression japonaise qui est utilisée pour critiquer les pratiques judiciaires japonaises dans le domaine pénal. Le terme fait référence à la période (pouvant atteindre des mois, voire plus d'un an) durant laquelle un accusé est détenu avant tout procès, dans des conditions matérielles souvent difficiles, et interrogé la plupart du temps de façon intensive et sans avocat, dans le but qu'il reconnaisse être coupable des faits qui lui sont reprochés. 
Au Japon même, ces pratiques sont fortement critiquées par plusieurs associations d'avocats comme étant contraires à la Constitution du Japon et aux droits de l'homme qu'elle garantit. Malgré une certaine évolution du Code de procédure pénale japonais, des abus subsistent. 

## Description du système
Le système de la « justice de l'otage » permet, après l'expiration des 72 heures de garde à vue initiale et conformément au Code de procédure pénale japonais, de détenir un suspect dans les centres de détention de la police pendant une durée totale de 23 jours sans lui accorder la possibilité d'une libération sous caution. 
Mais la durée réelle de la détention peut être considérablement plus longue, car ce délai de 23 jours se renouvelle chaque fois qu'une nouvelle charge est enregistrée contre l'accusé. Or, les procureurs et la police ont coutume de morceler volontairement les charges contre le suspect de façon à pouvoir allonger indéfiniment la période de détention, en se bornant parfois à requalifier simplement une précédente inculpation (par exemple, le suspect d'un meurtre pourra d'abord faire l'objet d'une inculpation pour simple « abandon de cadavre », de façon à permettre plus tard une seconde inculpation pour meurtre, ouvrant un nouveau délai de 23 jours). C'est ce qui est arrivé par deux fois à Carlos Ghosn, qui a été incarcéré et interrogé pendant 53 jours au total avant d'être officiellement accusé.
Même à l'issue de la période d'incarcération, les suspects qui n'auront pas avoué auront beaucoup de mal à persuader un juge de leur accorder une libération sous caution.
Dans ces conditions, après des mois de détention dans des conditions parfois très dures, la tentation est forte pour celui qui est ainsi « retenu en otage », d'avouer au moins une partie des charges qui pèsent contre lui.
Le Code de procédure pénale japonais n'autorise pas les avocats d'un accusé à être présents lors des interrogatoires, qui peuvent se prolonger jusqu'à douze heures par jour, pendant des semaines.

## La procédure pénale japonaise au regard des droits de l'homme
Le système du hitojichi-shiho est fortement critiqué, y compris au Japon où la Japan Federation of Bar Associations (日本弁護士連合会, Nihon bengoshi rengōkai, JFBA, la Fédération des associations du barreau du Japon) mène une action sur la durée pour que soit réformé le Code de procédure pénale. Un appel a d'autre part été lancé le 10 avril 2019 sur l'ONG Human Rights Watch par plus de 1 000 professionnels de la justice japonais. 
Malgré quelques évolutions, le Japon semble cependant étrangement attaché à son système judiciaire archaïque. Ainsi, en 2013, l'envoyé du Japon pour les droits de l'homme, Hideaki Ueda, a enjoint à un comité des Nations Unies de « la boucler » après qu'un diplomate avait fait remarquer que le système pénal du Japon reposait sur des aveux obtenus par la force, en décrivant un tel système comme sorti du Moyen-Âge.

### Évolution de la procédure pénale japonaise
La Japan Federation of Bar Associations considère que la justice pénale japonaise présente un certain nombre de problèmes tant vis-à-vis de la Constitution du Japon que de la législation internationale sur les droits de l'homme. La JFBA s'est donc lancée dans un vaste effort pour remédier à ces problèmes, notamment pour obtenir la transparence des interrogatoires et éradiquer la « justice de l'otage ». Les actions engagées sont ainsi présentées par la JFBA :
Déroulement des interrogatoires
Ils se déroulent dans des pièces closes, où la présence d'un avocat est interdite, et il n'est pas rare que les enquêteurs aient recours à des techniques d'interrogation illégales, conduisant des suspects à avouer des fautes qu'ils n'ont pas commises, alors que même s'ils dénoncent ensuite le caractère illégal de ces interrogatoires, les suspects en cause n'auront aucun moyen de le prouver. En mai 2016, un Code de procédure criminel amendé a été publié, qui prévoit qu'à partir de juin 2018 la totalité des interrogatoires sera filmée pour certaines affaires. Cependant, ces affaires ne représentent que 3 % de toutes les affaires pénales.
Éradication de la « justice de l'otage »
Par comparaison à d'autres pays, la garde à vue avant la mise en accusation est relativement longue, du fait de la reconduction possible de la détention autorisée de 23 jours si le suspect n'avoue pas ; le temps passant et les interrogatoires se succédant nuit et jour dans les « prisons de substitution » (les daiyo-kangoku, c'est-à-dire en fait dans les locaux de la police et non dans une prison dépendant du Ministère de la Justice), la tentation s'accroit d'avouer au moins des fautes mineures bien qu'on n'en soit pas coupable ; mais faire ensuite reconnaître son innocence, après la condamnation, sera à la fois très long et très difficile. La JFBA demande notamment l'éradication de la « justice de l'otage » et la réforme du système de détention préventive au travers de l'utilisation des daiyo-kangoku.
Création et développement d'un système de désignation d'avocats pour les suspects
Au Japon, un tel système de désignation d'avocats n'existe pas, et la plupart des suspects sont interrogés en l'absence d'un avocat, ce qui est considéré comme une cause majeure de violation des droits de l'homme. 
Pour faire face à cette situation, des associations locales d'avocats ont lancé à partir de 1990 un système d'avocats préposés (Toban Bengoshi), inspiré du système britannique, qui permet d'envoyer sur demande des avocats s'assurer de la sauvegarde des droits élémentaires des prévenus. La JFBA soutient ce mouvement et presse le gouvernement du Japon d'instaurer un système de désignation par les tribunaux d'avocats envoyés pour défendre les suspects. Ces actions ont porté leurs fruits, et un tel système a été mis en place en 2006, dont l'application a été élargie à davantage d'affaires pénales en 2009. En conséquence le Code de procédure pénal a été amendé en 2016, avec un nouvel élargissement du champ d'application en juin 2018.

### Appel pour l'élimination duhitojichi-shiho
Prenant l'occasion des conditions d'incarcération de Carlos Ghosn, les signataires de l'appel soulignent l'usage qui est fait de la détention préliminaire de 23 jours pour chercher à extorquer des aveux du suspect, placé en isolement dans les locaux mêmes de la police et surveillé en permanence, sans la possibilité d'être assisté d'un avocat pendant les interrogatoires en lui refusant en pratique le droit de garder le silence ; de plus, le juge se réserve d'interdire toute communication du suspect, même avec sa famille.
Or dans de nombreux cas, les suspects qui avouent sont relâchés bien plus tôt que ceux qui continuent à affirmer leur innocence sous le prétexte que la libération sous caution sans aveux préalables pourrait permettre aux suspects de « détruire des preuves », alors même que dans plusieurs affaires, les suspects ont finalement été innocentés, après une incarcération sans libération sous caution qui avait pu aller jusqu'à 395 jours dans une affaire où une douzaine de personnes, dont certaines âgées, avaient été arrêtées sur la seule base d'une « fiction » inventée par les enquêteurs.
Le hitojichi-shiho a donc entraîné la condamnation d'innocents, et est utilisé bien au delà du but initial de la détention préliminaire, qui était de s'assurer que le suspect comparaîtrait bien devant le tribunal. Ce système viole donc, affirment les signataires de l'appel, les droits de l'Homme garantis par la Constitution du Japon, qui inclut le droit de garder le silence et le droit à un procès équitable. De plus, les souffrances occasionnées par une détention prolongée et les interrogatoires visant à obtenir une confession peuvent violer également l'interdiction de la torture ainsi que les droits de l'Homme reconnus internationalement tels que la présomption d'innocence et le droit d'être assisté par un avocat durant les interrogatoires.
Les signataires de l'appel se joignent donc aux nombreux juristes japonais qui critiquent le système de la « justice de l'otage », dont ils demandent pour leur compte l'élimination, au nom de la valeur universelle des droits de l'homme.

## Application à des justiciables étrangers

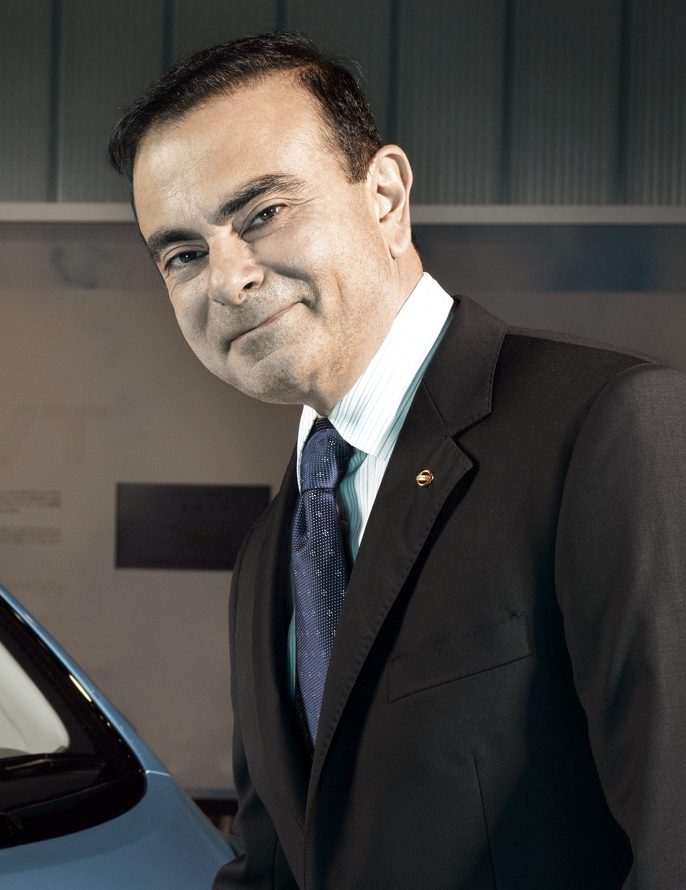
Carlos Ghosn en octobre 2010.

L'arrestation en novembre 2018 de Carlos Ghosn, l'ancien président de Nissan et de Renault, a jeté une lumière crue sur les caractéristiques de la « justice de l'otage », non pas parce qu'elle a été appliquée de façon particulièrement dure à Carlos Ghosn, mais au contraire parce que cette procédure est systématiquement appliquée au Japon alors qu'elle est très éloignée du respect des droits des accusés appliqué ailleurs, notamment en France et dans l'Union européenne.
Ainsi, Le Figaro utilise ce terme de « justice de l'otage » en évoquant les critiques touchant à l'arrestation de Carlos Ghosn en 2018 et aux accusations portées contre lui. Pour sa part, CNN cite Jeff Kingston, le directeur des études asiatiques du campus japonais de l'université Temple, qui déclare que « ce système de « justice par la prise en otage » ne résiste pas à un examen attentif ». 
De son côté, la BBC analyse la fuite de Carlos Ghosn, en décembre 2019, comme la conséquence du système japonais du hitojichi shihō, « la justice par la prise en otage » ; en effet, au Japon, 89 % de toutes les condamnations sont obtenues en tout ou partie sur la base des aveux de l'accusé, qu'il importe donc de garder en prison jusqu'à ce qu'il avoue. 
Le cas de Mark Karpelès, ancien propriétaire et directeur général de Mt. Gox, illustre également pour CNN les rigueurs de la « justice de l'otage » à laquelle ont recours les procédures pénales japonaises, puisque, arrêté en 2015 et enfermé pendant 11 mois et demi dans une cellule sans fenêtre de six mètres carrés, Mark Karpelès y perdit 35 kilos au cours d'une épreuve vécue par lui comme un « cauchemar ».